# NGC 3109
NGC 3109是一個位在長蛇座的螺旋星系，距離地球430萬光年，屬於本星系團的一員。目前發現NGC 3109可能會與唧筒座矮星系相撞。  NGC 3109在1835年3月24日由約翰·弗里德里希·威廉·赫歇爾發現於南非。